# Parque Nacional Outamba-Kilimi
O Parque Nacional Outamba-Kilimi é um parque nacional localizado na Serra Leoa. Está situado no noroeste do país, perto da fronteira com a República da Guiné. O parque é dividido em duas áreas, Outamba (741 km²) e Kilimi (368 km²). A área tornou-se uma reserva de caça em 1974, e foi feito um Parque Nacional em janeiro de 1986.